# Дашківка (Вілейський район)
Дашківка (біл. вёска Дашкоўка) — село в складі Вілейського району Мінської області, Білорусь. Село підпорядковане Куранецькій сільській раді, розташоване в північній частині області.

## Історія
У 1921–1945 роках застінок знаходилось у Польщі, у Вільнюськім воєводстві, Вілейського повіту, у гміні Ілля, з 1932 у гміні Костеневичі.

## Населення
- 1921 рік — 34 людини, 6 будинків[1].
- 1931 рік — 53 людини, 8 будинків[2].